# Stefano Spada
Stefano Spada, né le 2 août 1983 à Faenza (Émilie-Romagne), est un footballeur italien international de beach soccer.

## Biographie
Débutant enfant le football à 11 et évoluant principalement en Serie D, Stefano Spada découvre le beach soccer au milieu des années 2000 et intègre l'équipe d'Italie de la discipline en 2007.
En 2011, alors membre du club de Ribelle basé à Castiglione di Ravenna, Spada est un des leaders de l'équipe d'Italie de beach soccer éliminée en quart de finale lors de la Coupe du monde 2011.

## Palmarès
- Meilleur gardien du championnat d'Italie de beach soccer en 2011 et 2012
- Vainqueur des Jeux méditerranéens de plage de 2015

## Statistiques

### Football
| Saison                | Club                  | Championnat           | Championnat | Championnat | Coupe(s) nationale(s) | Coupe(s) nationale(s) | Total | Total |
| Saison                | Club                  | Division              | M.          | B.          | M.                    | B.                    | M.    | B.    |
| 2000-2001             | Forlì FC              | Serie D               | 5           | 0           | -                     | -                     | 5     | 0     |
| 2001-2002             | Drapeau de l'Italie   | -                     |             |             | -                     | -                     | 0     | 0     |
| 2002-2003             | AC Mezzolara          | Serie D               | 30          | 0           | -                     | -                     | 30    | 0     |
| 2003-2004             | Castel San Pietro     | Serie D               | 7           |             | -                     | -                     | 7     | 0     |
| 2004-2005             | Castel San Pietro     | Serie C2              | 19          |             | -                     | -                     | 19    | 0     |
| 2005-2006             | Castel San Pietro     | Serie C2              | 19          |             | -                     | -                     | 19    | 0     |
| 2006-2007             | Drapeau de l'Italie   | -                     |             |             | -                     | -                     | 0     | 0     |
| 2007-2008             | Drapeau de l'Italie   | -                     |             |             | -                     | -                     | 0     | 0     |
| 2008-2009             | Forlì FC              | -                     |             |             | -                     | -                     | 0     | 0     |
| 2009-2010             | Alfonsine             | -                     |             |             | -                     | -                     | 0     | 0     |
| 2010-2011             | APD Ribelle 1927      | -                     |             |             | -                     | -                     | 0     | 0     |
| 2011-2012             | APD Ribelle 1927      | -                     |             |             | -                     | -                     | 0     | 0     |
| 2012-2013             | Imolese Calcio 1919   | -                     |             |             | -                     | -                     | 0     | 0     |
| 2013-2014             | Imolese Calcio 1919   | Serie D               | 13          | 0           | -                     | -                     | 13    | 0     |
| Total sur la carrière | Total sur la carrière | Total sur la carrière | 93          | 0           | -                     | -                     | 93    | 0     |

### Beach-soccer
Participant à trois éditions de la Coupe du monde de beach soccer (2008, 2009 et 2011), Stefano Spada participe à 13 rencontres (8 victoires et 5 défaites).